# Соломон Лозовски
Соломон Абрамович (1878 — 1952), руски револуционар и синдикални руководилац. Активиста револуционарне руске социјалдемократије, близак бољшевицима. Секретар руских (касније и совјетских) синдиката од јуна 1917, организатор и генерални секретар Црвене синдикалне интернационале (Профинтерне) 1921 — 1937. Након тога био заменик народног комесара (министра) иностраних послова (1939 — 1946). Аутор бројних радова, нарочито из проблематике синдикалног покрета.